# Leçon de vie
Pour plus de détails, voir Fiche technique et Distribution.
Leçon de vie est un film belge réalisé par Boris Lehman et sorti en 1996.

## Fiche technique
- Titre : Leçon de vie
- Réalisation : Boris Lehman
- Scénario : Boris Lehman
- Photographie : Antoine-Marie Meert
- Son : Henri Morelle
- Mixage : Antoine Bonfanti
- Montage :  Daniel De Valck
- Production : Dovfilm - RTBF - Wallonie Image Production
- Pays :  Belgique
- Durée : 105 minutes
- Date de sortie : Suisse - janvier 1996[1]